# Hakugei (SS-514)
El JS Hakugei (SS-514) es el segundo submarino de ataque de la clase Taigei de la Fuerza Marítima de Autodefensa de Japón. El submarino se ordenó a Mitsubishi Heavy Industries en 2017 y se colocó el 16 de marzo de 2018 en Kobe, Japón. El submarino se ordenó a Kawasaki Heavy Industries en 2018 y se colocó el 25 de enero de 2019 en Kobe, Japón. El Hakugei se botó el 14 de octubre de 2021. Fue comisionado en marzo de 2023.

## Construcción
Hakugei se colocó en Kawasaki Heavy Industries Kobe Shipyard el 25 de enero de 2019 como el submarino de 3000 toneladas del plan 2017 No. 8129 basado en el plan de desarrollo de capacidad de defensa a mediano plazo (26 defensa a mediano plazo), y en 2020. Fue nombrado Hakugei en la ceremonia de botadura celebrada en la fábrica el 14 de octubre. Fue entregado a las Autodefensas Marítimas el 20 de marzo de 2022.

## Historial operativo
Fue puesto en servicio el 20 de marzo de 2023, fue transferida al Grupo Submarino 1, Subgrupo 1 y desplegado en la Base Aérea de Kure.